# Вельки Ґроб
Вельки́ Ґроб (словац. Veľký Grob) — село в окрузі Ґаланта Трнавського краю Словаччини. Площа села 23,55 км². Станом на 31 грудня 2015 року в селі проживав 1321 житель. Протікає Віштуцький потік.

## Історія
Перші згадки про село датуються 1335 роком.

## Населення
| Рік:            | 1994. | 2004.   | 2014.   | 2024.    |
| --------------- | ----- | ------- | ------- | -------- |
| Кількість осіб: | 1247  | 1290    | 1307    | 1451     |
| Різниця:        |       | +3,44 % | +1,31 % | +11,01 % |

| Рік:            | 2023. | 2024.   |
| --------------- | ----- | ------- |
| Кількість осіб: | 1459  | 1451    |
| Різниця:        |       | -0,54 % |